# Pomnik Tarasa Szewczenki w Charkowie
Pomnik Tarasa Szewczenki w Charkowie – pomnik ukraińskiego pisarza i malarza Tarasa Szewczenki autorstwa rzeźbiarza Matwieja Manizera i architekta Iosifa Łangbarda, znajdujący się w Ogrodzie Miejskim im. Szewczenki w Charkowie.

## Opis
Pomnik został odsłonięty 24 marca 1935 roku, czyli dziewięć miesięcy po tym, jak Charków przestał być stolicą Ukraińskiej Socjalistycznej Republiki Radzieckiej. Okres połowy lat 30. XX wieku, był jednym z najtragiczniejszych w historii Ukrainy: kolektywizacja niszczyła chłopstwo, w latach 1932–1933 panował wielki głód, zahamowano ukrainizację, trwały stalinowskie represje.
Całkowita wysokość pomnika wynosi 16 metrów, natomiast sam posąg Tarasa Szewczenki ma 5,5 metra. W sumie do wykonania pomnika zużyto 30 ton brązu i 400 ton labradorytu. W chwili odsłonięcia, pomnik Szewczenki w Charkowie był najwyższą kompozycją z brązu w całym Związku Radzieckim. Pomnik to kompozycja wielopłaszczyznowa, której poszczególne części ogląda się stopniowo, w miarę poznawania pomnika, który postrzegany jest jako jedna, harmonijna całość. Szesnaście dynamicznych posągów to wysoce artystyczne przykłady sowieckiej propagandy, które według autorów projektu miały symbolizować ludzi pracy i ich walkę o swoje prawa z ciemiężcami. Grupa postaci, złożona z górnika, kołchoźnika, czerwonoarmisty i pańszczyźnianej robotnicy, jest uosobieniem ówczesnej nowoczesności, czyli „wolnej pracy i młodzieży nowej Ukrainy”. Postacie otaczające cokół są o połowę mniejsze od posągu Szewczenki. Zgodnie z zamysłem autorów, figurom należy przyjrzeć się w sekwencji spirali kompozycyjnej, zaczynając od figury robotnicy i idąc w kierunku przeciwnym do ruchu wskazówek zegara.
Twórcze poszukiwania autora pomnika, Matwieja Manizera, trwały długo. Zachowały się dowody na to, że rzeźbiarz podczas pracy nad projektem ciężko pracował nad znalezieniem niezbędnych form i proporcji, obrazów i ogólnej koncepcji pomnika. Pierwszy projekt z roku 1930 zrealizował nieco w sposób konstruktywistyczny – dużą głowę Szewczenki o smutnym wyrazie umieszczono na cylindrycznym cokole z reliefem buntownika hajdamaki, który klęcząc ze złością potrząsał kajdanami. W drugim projekcie z 1931 roku, Manizer umieścił posąg poety na płaskorzeźbionym cokole, na którym przedstawiono postacie z tomu wierszy pod tytułem Kobziarz. Dopiero trzecia wersja projektu z roku 1933, przyniosła rzeźbiarzowi twórczą satysfakcję i zwycięstwo w konkursie, mimo że wzięło w nim udział wielu wybitnych rzeźbiarzy jego czasów. W tworzeniu posągów Manizerowi pomagali aktorzy charkowskiego Teatru Berezil, między innymi Natalija Użwij (wizerunek robotnicy) i Amwrosij Buczma (wizerunki hajdamaki i chłopa).